# Terminalia rerei
Terminalia rerei är en tvåhjärtbladig växtart som beskrevs av Mark James Coode. Terminalia rerei ingår i släktet Terminalia och familjen Combretaceae. Inga underarter finns listade i Catalogue of Life.